# Bad Tabarz
Tabarz é um município da Alemanha localizado no distrito de Gota, estado da Turíngia.